# Henk Nijdam
Hendrik Nijdam dit Henk Nijdam (né le 26 septembre 1935 à Haren (Groningue) et mort le 30 avril 2009 à Bréda) est un coureur cycliste néerlandais. Nijdam est sociétaire au club cycliste local du Fortuna Zundert.        

## Biographie
Professionnel de 1962 à 1969, il a été champion du monde de poursuite en 1962, ce qui lui a valu d'être élu sportif néerlandais de l'année cette année-là.
Son fils Jelle fut également coureur cycliste professionnel de 1984 à 1996.

## Palmarès sur piste

### Championnats du monde
- Leipzig 1960
  -  Médaillé d'argent de la poursuite amateurs
- Zurich 1961
  -  Champion du monde de poursuite amateurs
- Milan 1962
  -  Champion du monde de poursuite
- Rocourt 1963
  -  Médaillé de bronze de la poursuite

### Championnats des Pays-Bas
- Champion des Pays-Bas de poursuite amateurs : 1960
- Champion des Pays-Bas de poursuite : 1962, 1964, 1965, 1966 et 1967

## Palmarès sur route

### Palmarès amateur
- 1958
  - 6ea étape du Tour de Flandre-Occidentale
- 1961
  - Ronde van Midden-Nederland
  - 2e de l'Olympia's Tour
  - 2e de l'Omloop der Kempen
  - 3e du Tour du Limbourg

### Palmarès professionnel
- 1962
  - Olympia's Tour :
    - Classement général
    - 1re étape

  - 4ea étape de la Course de la Paix
  - 2e et 7e étapes du Tour de Belgique indépendants
- 1964
  - 6e étape du Tour de France
- 1965
  - 3eb étape de Paris-Nice (contre-la-montre par équipes)
- 1966
  - 8e, 10eb et 16ea étapes du Tour d'Espagne
  - 3ea (contre-la-montre par équipes) et 20e étapes du Tour de France
  - Grand Prix de clôture
  - 3e du championnat des Pays-Bas sur route
- 1967
  - 12e étape du Tour d'Espagne
  - 2e du Grand Prix de l'Escaut
- 1968
  - 3e du championnat des Pays-Bas sur route
  - 7e du Paris-Roubaix

### Résultats sur les grands tours

#### Tour de France
6 participations
- 1964 : 66e, vainqueur de la 6e étape
- 1965 : 50e
- 1966 : 73e, vainqueur des 3e (contre-la-montre par équipes) et 20e étapes
- 1967 : éliminé à la 2e étape
- 1968 : abandon à la 12e étape
- 1969 : abandon à la 5e étape

#### Tour d'Italie
1 participation
- 1963 : abandon

#### Tour d'Espagne
3 participations
- 1966 : 22e, vainqueur des 8e, 10eb et 16ea étapes
- 1967 : 59e, vainqueur de la 12e étape
- 1969 : abandon

## Distinctions
- Cycliste espoirs néerlandais de l'année : 1961
- Sportif néerlandais de l'année : 1962